# 10445 Coster
10445 Coster (4090 T-2) là một tiểu hành tinh vành đai chính.